# AHL 2023/24
Die Saison 2023/24 ist die 88. Spielzeit der American Hockey League (AHL). Während der regulären Saison, die vom 13. Oktober 2023 bis zum 21. April 2024 ausgetragen werden soll, bestreiten die 32 Teams der Liga jeweils 72 Begegnungen. Anschließend finden die Playoffs um den Calder Cup statt.

## Änderungen
Erstmals seit der Spielzeit 1994/95 gibt es mit den Chicago Wolves wieder ein unabhängiges Team ohne NHL-Kooperation, da diese ihre Zusammenarbeit mit den Carolina Hurricanes beendeten. Zuvor waren dies 1994/95 die Worcester IceCats gewesen. Das Teilnehmerfeld blieb derweil gegenüber dem Vorjahr unverändert.

## Modus
Der Modus entspricht dem der Saison 2021/22, wobei wie im Vorjahr alle Mannschaften mit 72 Spielen wieder die gleiche Anzahl an Partien austragen.

## Reguläre Saison
Abkürzungen: GP = Spiele, W = Siege, L = Niederlagen, OTL = Niederlage nach Overtime, SOL = Niederlage nach Shootout, GF = Erzielte Tore, GA = Gegentore, Pts = Punkte, Pts% = Punktquote

### Eastern Conference
| Atlantic Division              | GP | W | L | OTL | SOL | GF | GA | Pts | Pts% |
| ------------------------------ | -- | - | - | --- | --- | -- | -- | --- | ---- |
| Bridgeport Islanders           |    |   |   |     |     |    |    |     |      |
| Charlotte Checkers             |    |   |   |     |     |    |    |     |      |
| Hartford Wolf Pack             |    |   |   |     |     |    |    |     |      |
| Hershey Bears                  |    |   |   |     |     |    |    |     |      |
| Lehigh Valley Phantoms         |    |   |   |     |     |    |    |     |      |
| Providence Bruins              |    |   |   |     |     |    |    |     |      |
| Springfield Thunderbirds       |    |   |   |     |     |    |    |     |      |
| Wilkes-Barre/Scranton Penguins |    |   |   |     |     |    |    |     |      |

| North Division      | GP | W | L | OTL | SOL | GF | GA | Pts | Pts% |
| ------------------- | -- | - | - | --- | --- | -- | -- | --- | ---- |
| Belleville Senators |    |   |   |     |     |    |    |     |      |
| Cleveland Monsters  |    |   |   |     |     |    |    |     |      |
| Laval Rocket        |    |   |   |     |     |    |    |     |      |
| Rochester Americans |    |   |   |     |     |    |    |     |      |
| Syracuse Crunch     |    |   |   |     |     |    |    |     |      |
| Toronto Marlies     |    |   |   |     |     |    |    |     |      |
| Utica Comets        |    |   |   |     |     |    |    |     |      |

### Western Conference
| Central Division      | GP | W | L | OTL | SOL | GF | GA | Pts | Pts% |
| --------------------- | -- | - | - | --- | --- | -- | -- | --- | ---- |
| Chicago Wolves        |    |   |   |     |     |    |    |     |      |
| Grand Rapids Griffins |    |   |   |     |     |    |    |     |      |
| Iowa Wild             |    |   |   |     |     |    |    |     |      |
| Manitoba Moose        |    |   |   |     |     |    |    |     |      |
| Milwaukee Admirals    |    |   |   |     |     |    |    |     |      |
| Rockford IceHogs      |    |   |   |     |     |    |    |     |      |
| Texas Stars           |    |   |   |     |     |    |    |     |      |

| Pacific Division           | GP | W | L | OTL | SOL | GF | GA | Pts | Pts% |
| -------------------------- | -- | - | - | --- | --- | -- | -- | --- | ---- |
| Abbotsford Canucks         |    |   |   |     |     |    |    |     |      |
| Bakersfield Condors        |    |   |   |     |     |    |    |     |      |
| Calgary Wranglers          |    |   |   |     |     |    |    |     |      |
| Coachella Valley Firebirds |    |   |   |     |     |    |    |     |      |
| Colorado Eagles            |    |   |   |     |     |    |    |     |      |
| Henderson Silver Knights   |    |   |   |     |     |    |    |     |      |
| Ontario Reign              |    |   |   |     |     |    |    |     |      |
| San Diego Gulls            |    |   |   |     |     |    |    |     |      |
| San Jose Barracuda         |    |   |   |     |     |    |    |     |      |
| Tucson Roadrunners         |    |   |   |     |     |    |    |     |      |